# Mauro Perković
Mauro Perković (Pula, 22. ožujka 2003.) hrvatski je nogometaš koji igra na poziciji stopera. Trenutačno igra za poljsku Cracoviju.

## Klupska karijera

### Istra 1961
Godine 2012. prešao je iz kluba Pula ICI u Istru 1961. Za Istru 1961 debitirao je 27. siječnja 2021. u utakmici 1. HNL u kojoj je Rijeka dobila rezultatom 1:2. Svoj prvi klupski pogodak postigao je 20. rujna u ligaškoj utakmici protiv Slaven Belupa koja je završila 1:1. U Hrvatskom nogometnom kupu debitirao je 27. listopada kada je Rudar Labin poražen 2:3.

### Dinamo Zagreb
Dana 15. veljače 2023. Istra 1961 posudila je Perkovića do kraja sezone Dinamu uz obvezu otkupa za dva milijuna eura. Taj transfer oborio je rekord za najveći izlazni transfer Istre 1961. Za Dinamo Zagreb debitirao je četiri dana kasnije kada je Varaždin poražen 1:3. Svoj prvi klupski pogodak postigao je 8. listopada kada je Istra 1961 izgubila 3:0.

### Cracovia
Perković je posuđen poljskoj Cracoviji 22. veljače 2025. do kraja sezone uz mogućnost otkupa. Debitirao je 14. ožujka u utakmici Ekstraklase u kojoj je Pogoń Szczecin pobijedio 5:2. Klupski prvijenac postigao je u ligaškoj utakmici u kojoj je Motor Lublin poražen s minimalnih 0:1.

## Reprezentativna karijera
Mauro Perković igrao je za selekcije Hrvatske do 16, 19 i 21 godinu.

## Priznanja

### Klupska
Dinamo Zagreb
- HNL (2): 2022./23., 2023./24.
- Hrvatski nogometni kup (1): 2023./24.
- Hrvatski nogometni superkup (1): 2023.

## Vanjske poveznice
- Profil, Hrvatski nogometni savez
- Profil, Transfermarkt (engl.)